# 圓頭肩鰓䲁
圓頭肩鰓䲁（學名：Omobranchus rotundiceps），為輻鰭魚綱鳚形目䲁科肩鰓䲁屬的一種，分布於西太平洋澳洲昆士蘭海域，體長可達6.1公分，棲息在沿海淺水域，雌魚產附著性卵，雄魚有護卵行為，幼魚為浮游性，生活習性不明。